# Liste des monuments historiques de Cayenne
Ce tableau présente la liste de tous les monuments historiques classés ou inscrits dans la ville de Cayenne, Guyane, en France.

## Statistiques
Cayenne compte 39 édifices comportant au moins une protection au titre des monuments historiques, soit 49 % des protections de la Guyane. 9 d'entre eux comportent au moins une partie classée ; les 30 autres sont inscrits.

## Liste
| Monument                                  | Adresse                                              | Coordonnées                        | Notice         | Protection     | Date      | Illustration                        |
| ----------------------------------------- | ---------------------------------------------------- | ---------------------------------- | -------------- | -------------- | --------- | ----------------------------------- |
| Ancienne douane                           | Rue du Vieux-Port                                    | 4° 56′ 08″ nord, 52° 20′ 12″ ouest | « PA00105918 » | Classé         | 1992      | Ancienne douane                     |
| Boulangerie Anatole                       | 43 avenue du Général-de-Gaulle                       | 4° 56′ 18″ nord, 52° 19′ 46″ ouest | « PA00135673 » | Inscrit        | 1995      | Image manquante Téléverser          |
| Cathédrale Saint-Sauveur de Cayenne       | Rue François-Arago                                   | 4° 56′ 20″ nord, 52° 19′ 53″ ouest | « PA00105932 » | Inscrit Classé | 1992 1999 | Cathédrale Saint-Sauveur de Cayenne |
| Chalet Bourda                             | 1270 route de Bourda                                 | à géolocaliser                     | « PA97300015 » | Inscrit        | 2013      | Image manquante Téléverser          |
| Chapelle de l'île Royale                  | Île Royale                                           | 5° 17′ 00″ nord, 52° 34′ 59″ ouest | « PA00105899 » | Classé         | 1979 2000 | Chapelle de l'île Royale            |
| Conseil général de Cayenne                | Place de Grenoble                                    | 4° 56′ 23″ nord, 52° 20′ 07″ ouest | « PA00105893 » | Inscrit        | 1979      | Conseil général de Cayenne          |
| Collège Eugène Nonnon                     | 22 avenue Léopold Héder                              | 4° 56′ 29″ nord, 52° 19′ 54″ ouest | « PA97300014 » | Inscrit        | 2013      | Collège Eugène Nonnon               |
| Hôtel de préfecture de la Guyane          |                                                      | 4° 56′ 15″ nord, 52° 19′ 56″ ouest | « PA00105894 » | Inscrit        | 1978      | Hôtel de préfecture de la Guyane    |
| École Joséphine-Horth                     | 12 place des Palmistes                               | 4° 56′ 16″ nord, 52° 20′ 04″ ouest | « PA00105929 » | Inscrit        | 1992      | École Joséphine-Horth               |
| Externat Saint-Joseph de Cayenne          | Rue Lalouette Rue Arago                              | 4° 56′ 21″ nord, 52° 19′ 56″ ouest | « PA00105916 » | Inscrit        | 1989      | Image manquante Téléverser          |
| Hôpital de l'île Royale                   | Île Royale                                           | 5° 17′ 00″ nord, 52° 34′ 59″ ouest | « PA00105900 » | Classé         | 1980 2000 | Hôpital de l'île Royale             |
| Hôpital Jean-Martial                      | 2 avenue Léopold-Heder                               | 4° 56′ 26″ nord, 52° 19′ 52″ ouest | « PA00105930 » | Classé         | 2013      | Image manquante Téléverser          |
| Hôtel de l'Inspection                     | Impasse du 8-Mai                                     | 4° 56′ 20″ nord, 52° 20′ 11″ ouest | « PA00135674 » | Inscrit        | 1995      | Image manquante Téléverser          |
| Immeuble                                  | 14 avenue du Général-de-Gaulle                       | 4° 56′ 18″ nord, 52° 19′ 46″ ouest | « PA00135676 » | Inscrit        | 1995      | Image manquante Téléverser          |
| Immeuble                                  | 122 avenue du Général-de-Gaulle 40 boulevard Jubelin | 4° 56′ 21″ nord, 52° 19′ 37″ ouest | « PA00135682 » | Inscrit        | 1995      | Image manquante Téléverser          |
| Immeuble                                  | 11 avenue de la Liberté                              | 4° 56′ 03″ nord, 52° 20′ 02″ ouest | « PA00135677 » | Inscrit        | 1995      | Image manquante Téléverser          |
| Immeuble                                  | 31 rue du Lieutenant-Goinet                          | 4° 56′ 20″ nord, 52° 19′ 47″ ouest | « PA00135678 » | Inscrit        | 1995      | Image manquante Téléverser          |
| Immeuble Delabergerie                     | 95 rue du Général-de-Gaulle                          | 4° 56′ 21″ nord, 52° 19′ 37″ ouest | « PA00105928 » | Inscrit        | 1992      | Immeuble Delabergerie               |
| Immeuble Franconie                        | Rue Maissin Place des Palmistes                      | 4° 56′ 14″ nord, 52° 20′ 03″ ouest | « PA00105895 » | Inscrit        | 1986      | Immeuble Franconie                  |
| Immeuble Prévot                           | 14 avenue Léopold-Heder                              | 4° 56′ 26″ nord, 52° 19′ 52″ ouest | « PA00105927 » | Inscrit        | 1992      | Image manquante Téléverser          |
| Immeuble Vitalo                           | 59 rue François-Arago Rue Docteur-Barrat             | 4° 56′ 09″ nord, 52° 19′ 53″ ouest | « PA00105925 » | Inscrit        | 1992      | Image manquante Téléverser          |
| Institut d'enseignement supérieur         | 9 rue Gontrand-Damas                                 | 4° 56′ 19″ nord, 52° 20′ 00″ ouest | « PA00105931 » | Inscrit        | 1992      | Image manquante Téléverser          |
| Lavoir de Cayenne                         | Avenue du Général-de-Gaulle Boulevard Jubelin        | 4° 56′ 20″ nord, 52° 19′ 36″ ouest | « PA00135679 » | Inscrit        | 1995      | Image manquante Téléverser          |
| Magasin du port                           | Île Royale                                           | 5° 17′ 00″ nord, 52° 34′ 59″ ouest | « PA00105901 » | Inscrit        | 2000      | Magasin du port                     |
| Maison                                    | 6 rue du Fort                                        | 4° 56′ 15″ nord, 52° 20′ 09″ ouest | « PA00135675 » | Inscrit        | 1995      | Maison                              |
| Maison                                    | 1 rue Mentelle 25 rue Louis-Blanc                    | 4° 56′ 07″ nord, 52° 20′ 09″ ouest | « PA00125425 » | Inscrit        | 1993      | Image manquante Téléverser          |
| Maison                                    | 42 rue Schœlcher                                     | 4° 56′ 32″ nord, 52° 19′ 38″ ouest | « PA00125426 » | Inscrit        | 1993      | Image manquante Téléverser          |
| Maison d'Alfred Dreyfus                   | Île du Diable                                        | 5° 17′ 00″ nord, 52° 35′ 00″ ouest | « PA00105897 » | Classé         | 1987 2000 | Maison d'Alfred Dreyfus             |
| Maison Bradin                             | 56 rue Schœlcher                                     | 4° 56′ 32″ nord, 52° 19′ 38″ ouest | « PA00105926 » | Inscrit        | 1992      | Image manquante Téléverser          |
| Maison Ceïde                              | 48 avenue du Général-de-Gaulle                       | 4° 56′ 20″ nord, 52° 19′ 52″ ouest | « PA97300016 » | Inscrit        | 2013      | Image manquante Téléverser          |
| Maison Thémire                            | 12 avenue du Général-de-Gaulle Rue Mallouet          | 4° 56′ 14″ nord, 52° 20′ 03″ ouest | « PA00105917 » | Classé         | 1994      | Image manquante Téléverser          |
| Pavillon Monvoisin, Cité Rebard           | cité Rebard; rue Paul-Behary-Laul-Sirder             | 4° 56′ 29″ nord, 52° 19′ 07″ ouest | « PA97300024 » | Inscrit        | 2024      | Image manquante Téléverser          |
| Place Léopold-Héder                       | Place Léopold-Héder                                  | 4° 56′ 17″ nord, 52° 20′ 08″ ouest | « PA00135681 » | Classé         | 1999      | Image manquante Téléverser          |
| Place des Palmistes                       |                                                      | 4° 56′ 18″ nord, 52° 20′ 01″ ouest | « PA00135680 » | Classé         | 1999      | Place des Palmistes                 |
| Poste de police                           | Île Royale                                           | 5° 17′ 00″ nord, 52° 34′ 59″ ouest | « PA00105902 » | Inscrit        | 2000      | Image manquante Téléverser          |
| Poudrière de Cayenne                      | Pointe Saint-François                                | 4° 56′ 21″ nord, 52° 20′ 10″ ouest | « PA00105919 » | Inscrit        | 1989      | Image manquante Téléverser          |
| Quartier des condamnés à mort             | Île du Diable                                        | 5° 17′ 00″ nord, 52° 35′ 00″ ouest | « PA00105903 » | Inscrit        | 2000      | Image manquante Téléverser          |
| Quartier des détenus                      | Île du Diable                                        | 5° 17′ 00″ nord, 52° 35′ 00″ ouest | « PA00105898 » | Inscrit        | 2000      | Image manquante Téléverser          |
| Quartier des directeurs                   | Île du Diable                                        | 5° 17′ 00″ nord, 52° 35′ 00″ ouest | « PA00105904 » | Inscrit        | 2000      | Image manquante Téléverser          |
| Quartier pénitentiaire                    | Île Royale                                           | 5° 17′ 00″ nord, 52° 34′ 59″ ouest | « PA00105905 » | Inscrit        | 2000      | Quartier pénitentiaire              |
| Quartiers des surveillants                | Île Royale                                           | 5° 17′ 00″ nord, 52° 34′ 59″ ouest | « PA00105906 » | Inscrit        | 2000      | Quartiers des surveillants          |
| Roches gravées de la Pointe-Marie-Galante | Île Saint-Joseph                                     | 5° 16′ 53″ nord, 52° 34′ 54″ ouest | « PA00135684 » | Inscrit        | 2002      | Image manquante Téléverser          |
| Statue de Victor Schœlcher                | Place Victor-Schœlcher                               | 4° 56′ 10″ nord, 52° 20′ 06″ ouest | « PA00135683 » | Classé         | 1999      | Statue de Victor Schœlcher          |